# Alt-Schanzerhof 1 (Korschenbroich)

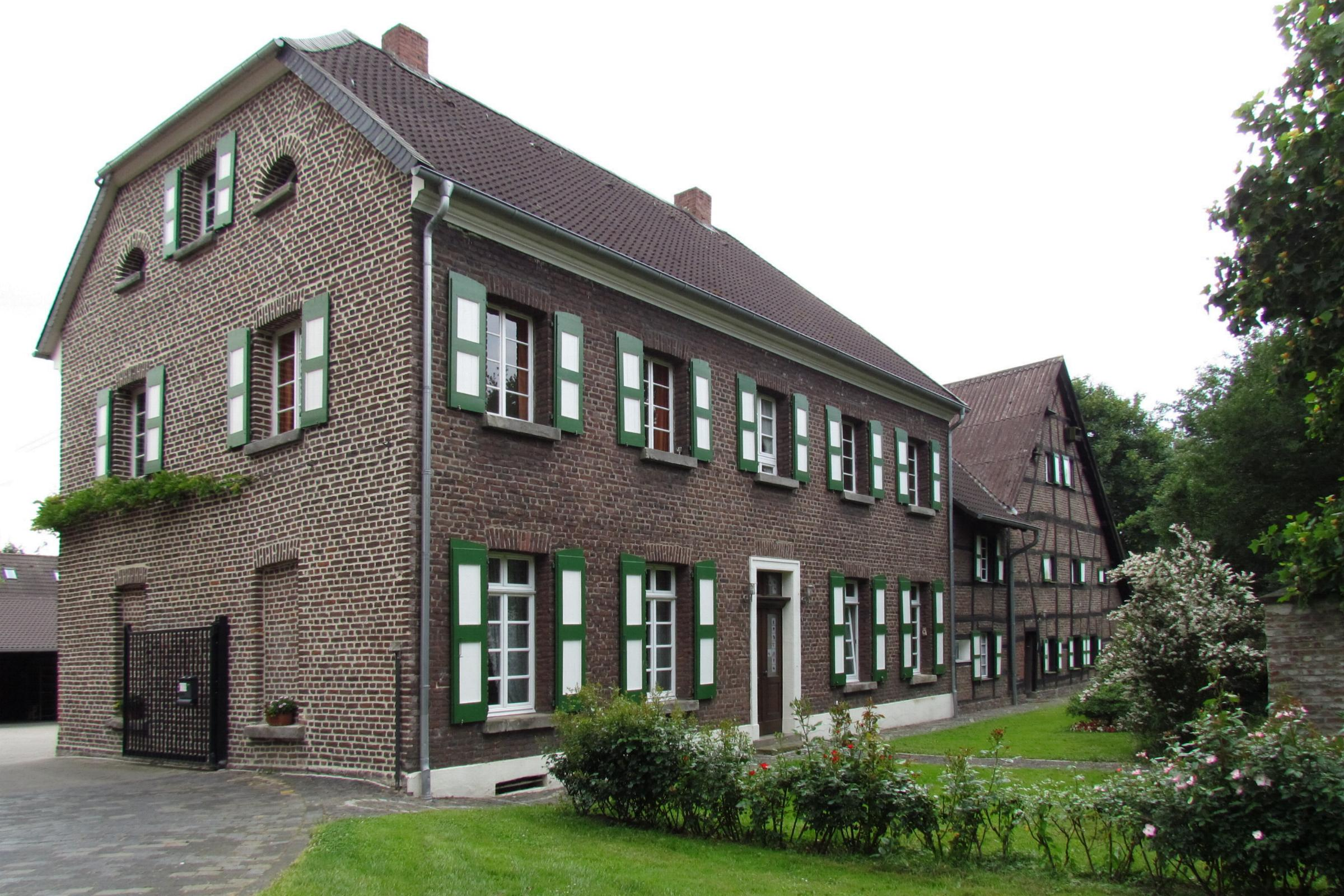
Fachwerkhofanlage

Die Fachwerkhofanlage Alt-Schanzerhof 1 steht im Stadtteil Glehn in Korschenbroich  im Rhein-Kreis Neuss in Nordrhein-Westfalen.
Das Gebäude wurde im 18. Jahrhundert erbaut und unter Nr. 064 am 16. September 1985 in die Liste der Baudenkmäler in Korschenbroich eingetragen.

## Architektur
Es handelt sich um eine vierflügelige Fachwerkhofanlage. Das Wohnhaus ist zweigeschossig in fünf Achsen, Backstein mit Sandsteinsohlbänken, Krüppelwalmdach. Das Haus ist teilweise verputzt.